# Ruta Interestatal de Idaho 184
La Interestatal 90 (abreviada I-90) es una autopista interestatal ubicada en el estado de Idaho. La autopista inicia en el oeste desde la I 84     en Boise hacia el este en la US 20  , US 26   en Boise. La autopista tiene una longitud de 5,8 km (3.62 mi).

## Mantenimiento
Al igual que las carreteras estatales, las carreteras federales, la Interestatal 90 es administrada y mantenida por el Departamento de Transporte de Idaho por sus siglas en inglés ITD.